# Christ Illusion

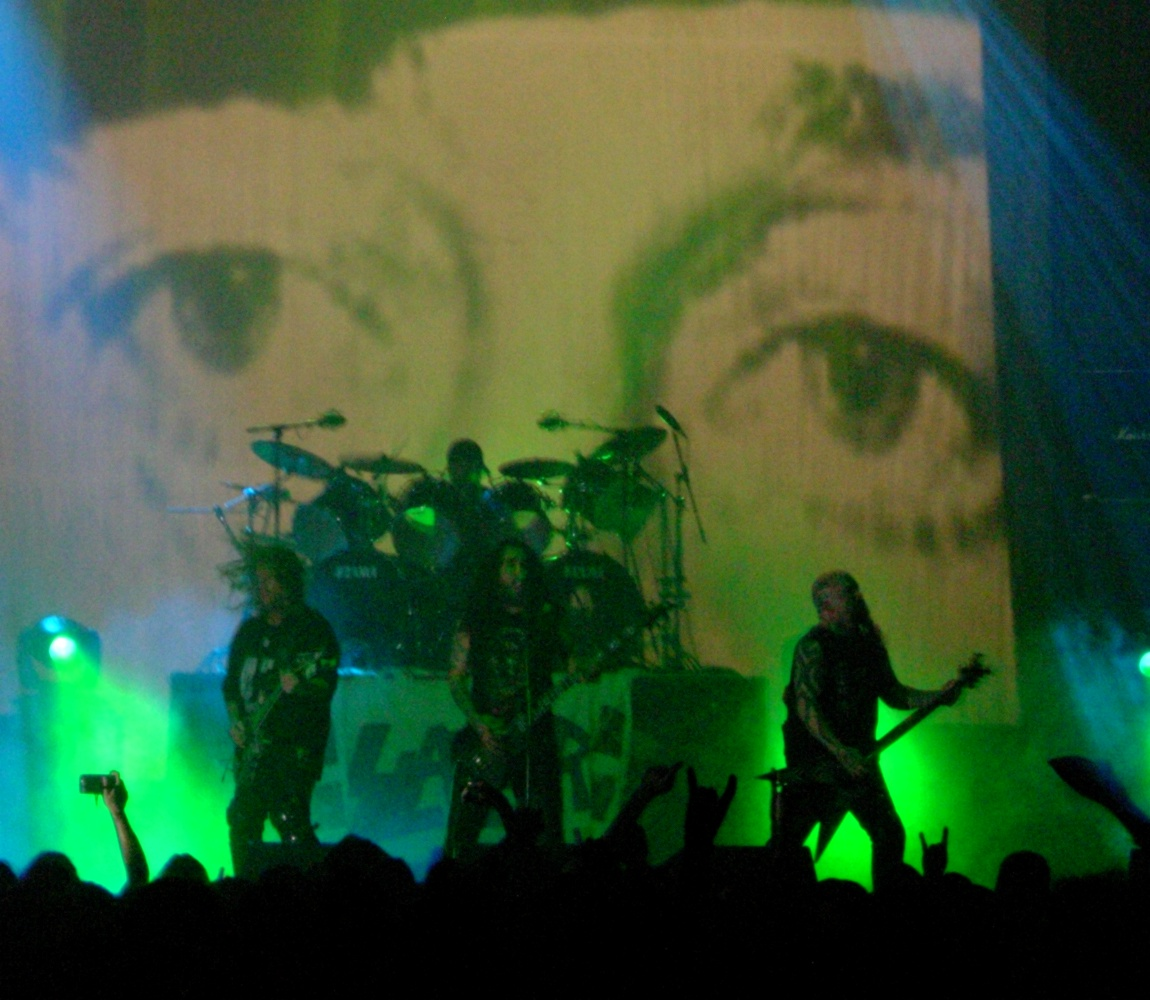
Slayer na koncertě v roce 2006

Christ Illusion (Kristova Iluze) je desáté studiové album americké thrashmetalové skupiny Slayer, vydané 8. září 2006 pod hudebním vydavatelstvím American Records. Čtvrtá píseň na tomto albu, „Eyes of the Insane“, vyhrála v roce 2006 cenu Grammy v kategorii Nejlepší metalový výkon.

## Seznam skladeb
Hudbu složil(i) Tom Araya, Jeff Hanneman, King, Dave Lombardo, pokud není uvedeno jinak, texty napsal(i) Kerry King, pokud není uvedeno jinak.
| Pořadí         | Název                                                  | Délka |
| -------------- | ------------------------------------------------------ | ----- |
| 1.             | Flesh Storm                                            | 4:14  |
| 2.             | Catalyst                                               | 3:07  |
| 3.             | Skeleton Christ                                        | 4:22  |
| 4.             | Eyes of the Insane                                     | 3:23  |
| 5.             | Jihad                                                  | 3:31  |
| 6.             | Consfearacy                                            | 3:07  |
| 7.             | Catatonic                                              | 4:54  |
| 8.             | Black Serenade (Alternativní verze ve speciální edici) | 3:16  |
| 9.             | Cult                                                   | 4:40  |
| 10.            | Supremist                                              | 3:51  |
| 11.            | Final Six (bonusová skladba)                           | 4:10  |
| Celková délka: | Celková délka:                                         | 38:25 |

| Speciální DVD edice | Speciální DVD edice                     | Speciální DVD edice |
| Pořadí              | Název                                   | Délka               |
| ------------------- | --------------------------------------- | ------------------- |
| 1.                  | Slayer on Tour '07 (dokument)           | 5:11                |
| 2.                  | Eyes of the Insane (videoklip)          | 3:53                |
| 3.                  | South of Heaven (z DVD Unholy Alliance) | 4:46                |

## Sestava
- Tom Araya – zpěv, baskytara
- Jeff Hanneman – kytara
- Kerry King – kytara
- Dave Lombardo – bicí